# Troncal 16
La troncal 16 es una carretera nacional o de primer orden en Venezuela, que comunica a la Región Nororiental (Venezuela) con la Región Guayana en sentido norte-sur. Parte desde la ciudad de Barcelona (Venezuela) en el Estado Anzoátegui, atravesando las ciudades de Anaco (Venezuela), cantaura, El Tigre, Ciudad Bolívar y culminando en la población de La Paragua, ubicada en el Estado Bolívar.

## Tramos
Anzoátegui:
La Troncal 16 comienza en el distribuidor Mesones, ubicado al sur de la ciudad de Barcelona (Venezuela) con el empalme a la Troncal 9 y sigue su recorrido en forma de Autopista hasta el sector potrerito, donde conecta con la Troncal 13 (Venezuela) y se transforma en una vía de dos carriles hasta la ciudad de Cantaura, donde retoma su trayecto en forma de autopista de dos carriles por aproximadamente 16,9 kilómetros para retomar una vez más en una vía de 2 carriles atravesando la ciudad de El Tigre, cruzándose con la troncal 15 y prosiguiendo en dirección sur hasta conectar con el Puente de Angostura.
Bolívar:

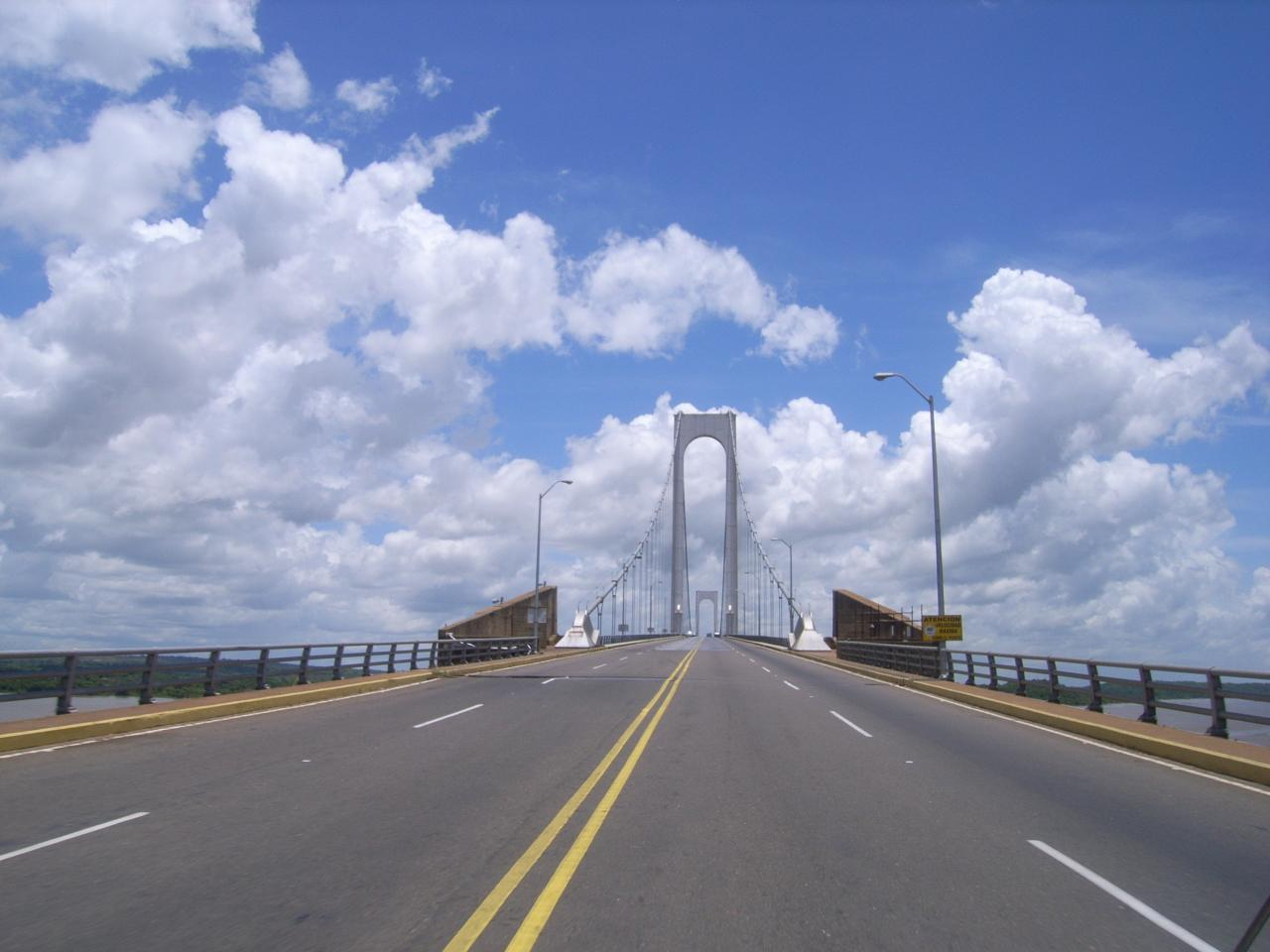
La troncal 16 en su paso por el Puente de Angostura

La Troncal 16 pasa a ser una vía de 4 carriles en su paso por las afueras de Ciudad Bolívar donde funciona como vía de circunvalación, conectando con la troncal 19 y siguiendo su trayecto como carretera de dos carriles hasta la población de La Paragua, donde culmina finalmente.

## Estado actual
A pesar de ser una importante arteria vial que comunica el norte con el sur del país y siendo una de las carreteras más utilizadas para el transporte de mercancías entre las industrias mineras del Estado Bolívar y las grandes ciudades del norte de Venezuela, la troncal 16 ha sufrido múltiples deterioros en la gran mayoría de sus tramos. Uno de los incidentes más recientes fue la caída de un paso elevado en el distribuidor San Joaquín en las afueras de la ciudad de Cantaura. Además de eso, se han reportado múltiples accidentes de tránsito por culpa del deplorable estado de la capa asfáltica y las constantes fallas en las alcantarillas que tiene la vía.